# Dibang Valley
Der Distrikt Dibang Valley ist ein Distrikt im indischen Bundesstaat Arunachal Pradesh. Sitz der Distriktverwaltung ist Anini. Der zugehörige Hierarchische Administrative Subdivision-Code (HASC) lautet: IN.AR.DU.

## Geschichte
Der Distrikt Dibang Valley wurde am 1. Juni 1980 gegründet. Das Gebiet wurde aus dem Distrikt Lohit herausgelöst. Am 16. Dezember 2001 wurde der Distrikt Lower Dibang Valley von Dibang Valley abgespalten und ist seitdem ein eigenständiger Distrikt.

## Geografie
Der Distrikt Dibang Valley liegt im äußersten Nordosten von Arunachal Pradesh. Dibang Valley grenzt im Norden und Osten an Tibet. Im Süden liegt der Distrikt Lower Dibang Valley, während sich im Westen der Distrikt Upper Siang erstreckt. Die Fläche des Distrikts Dibang Valley beträgt 9129 km². Der Distrikt wird vom Fluss Dibang sowie dessen Quell- und Zuflüssen entwässert.
Über den Nordosten des Distrikts erstreckt sich das 4149 km² große Dibang-Wildreservat (Dibang Wildlife Sanctuary). Der gesamte Distrikt ist Bergland oder sogar Hochgebirge. Fast die gesamte Fläche unterhalb der Baumgrenze ist bewaldet.

## Bevölkerung

### Übersicht
Nach der Volkszählung 2011 hat der Distrikt Dibang Valley 8004 Einwohner. Bei 0,9 Einwohnern pro Quadratkilometer ist der Distrikt sehr dünn besiedelt. Die Bevölkerungsentwicklung ist typisch für Indien. Zwischen 2001 und 2011 stieg die Einwohnerzahl um 10,1 Prozent. Der Distrikt ist deutlich ländlich geprägt und hat eine durchschnittliche Alphabetisierung. Es gibt keine Dalits (scheduled castes), aber sehr viele Angehörige der anerkannten Stammesgemeinschaften (scheduled tribes).

### Bevölkerungsentwicklung
Wie überall in Indien wächst die Einwohnerzahl im Distrikt Dibang Valley seit Jahrzehnten stark an. Die Zunahme betrug in den Jahren 2001–2011 rund 10 Prozent (10,07 %). In diesen zehn Jahren nahm die Bevölkerung um mehr als 700 Menschen zu. Die genauen Zahlen verdeutlicht folgende Tabelle:

### Bedeutende Orte
Insgesamt gibt es im Distrikt mit dem Hauptort Anini nur einen Ort, der als Stadt (towns und census towns) gilt. Deshalb ist der Anteil der städtischen Bevölkerung im Distrikt eher tief. Denn nur 2384 der 8004 Einwohner oder 29,79 % leben in städtischen Gebieten.

### Bevölkerung des Distrikts nach Geschlecht
Der Distrikt hatte seit 1971 immer mehr männliche wie weibliche Einwohner. Dies ist typisch für weite Gebiete Indiens. Der Anteil der männlichen Bevölkerung liegt aber sehr deutlich über dem indischen Durchschnitt. Grund dafür ist der hohe Anteil männlicher Personen unter den Zugewanderten. Die Verteilung der Geschlechter sieht wie folgt aus:
| Verteilung der Bevölkerung nach Geschlecht im Distrikt Dibang Valley |                   |                   |                   |                   |                   |                   |                   |                   |                   |                   |                   |                   |
|                                                                      | Volkszählung 1961 | Volkszählung 1961 | Volkszählung 1971 | Volkszählung 1971 | Volkszählung 1981 | Volkszählung 1981 | Volkszählung 1991 | Volkszählung 1991 | Volkszählung 2001 | Volkszählung 2001 | Volkszählung 2011 | Volkszählung 2011 |
| Anzahl                                                               | Anteil            | Anzahl            | Anteil            | Anzahl            | Anteil            | Anzahl            | Anteil            | Anzahl            | Anteil            | Anzahl            | Anteil            |                   |
| GESAMT                                                               | 3221              | 100 %             | 5297              | 100 %             | 6912              | 100 %             | 7393              | 100 %             | 7272              | 100 %             | 8004              | 100 %             |
| Männer                                                               | 1554              | 48,25 %           | 3041              | 57,41 %           | 4073              | 58,93 %           | 4317              | 58,39 %           | 4286              | 58,94 %           | 4414              | 55,15 %           |
| Frauen                                                               | 1667              | 51,75 %           | 2256              | 42,59 %           | 2839              | 41,07 %           | 3076              | 41,61 %           | 2986              | 41,06 %           | 3590              | 44,85 %           |

### Volksgruppen
In Indien teilt man die Bevölkerung in die drei Kategorien general population, scheduled castes und scheduled tribes ein. Die scheduled castes (anerkannte Kasten) mit (2011) 0 Menschen (0,00 Prozent der Bevölkerung) werden heutzutage Dalit genannt (früher auch abschätzig Unberührbare betitelt). Die scheduled tribes sind die anerkannten Stammesgemeinschaften mit (2011) 5.701 Menschen (71,23 Prozent der Bevölkerung), die sich selber als Adivasi bezeichnen. Zu ihnen gehören in Arunachal Pradesh 104 Volksgruppen. Aufgrund der Sprache (Zahlen für die Volksgruppen sind nur bis Distriktshöhe veröffentlicht) sind die Mishmi und Adi die wichtigsten Gruppen innerhalb der anerkannten Stammesgemeinschaften im Distrikt.

### Bevölkerung des Distrikts nach Sprachen
Eine deutliche Mehrheit der Bevölkerung im Distrikt Dibang Valley spricht eine tibetobirmanische Sprache. Die weitverbreitetste Sprachgruppe ist Mishmi, das in allen Circles eine Bevölkerungsmehrheit zwischen 58,81 % im Circle Anini und 97,51 % im Circle Anelih stellt. Zweitstärkste einheimische Sprachgruppe ist Adi (81 Personen oder 1,01 %; mit Adi, Talgalo und Gallong). Unter den Sprachen der Zugewanderten ist die Sprachgruppe Nepali vor Hindi (mit Hindi und Bhojpuri; 408 Personen oder 5,10 % Anteil), Assami (216 Personen oder 2,70 %) und Bengali (174 Personen oder 2,17 %) die meistgesprochene Muttersprache. Nepali hat seine Hochburgen in den Circles Anini (17,75 % Anteil) und Etalin (13,39 %). Alle anderen Minderheitensprachen erreichen im Circle Anini ihren höchsten Anteil. Die Verteilung der Einzelsprachen sieht wie folgt aus:
| Jahr                                   | Mishmi | Mishmi  | Nepali | Nepali  | Hindi | Hindi  | Assami | Assami | Bengali | Bengali | Bhojpuri | Bhojpuri | Gesamt | Gesamt   |
| Jahr                                   | Zahl   | %       | Zahl   | %       | Zahl  | %      | Zahl   | %      | Zahl    | %       | Zahl     | %        | Zahl   | %        |
| -------------------------------------- | ------ | ------- | ------ | ------- | ----- | ------ | ------ | ------ | ------- | ------- | -------- | -------- | ------ | -------- |
| 2011                                   | 5501   | 68,73 % | 1136   | 14,19 % | 227   | 2,84 % | 215    | 2,69 % | 166     | 2,07 %  | 107      | 1,34 %   | 8004   | 100,00 % |
| Quelle: Ergebnis der Volkszählung 2011 |        |         |        |         |       |        |        |        |         |         |          |          |        |          |

### Bevölkerung des Distrikts nach Bekenntnissen
Der Distrikt ist religiös gemischt mit einer knappen Mehrheit der Anhängerschaft der Ethnischen Religionen und einer starken hinduistischen Minderheit. Alle anderen Glaubensgemeinschaften bilden nur kleine Minderheiten. Allerdings gibt es in der religiösen Zusammensetzung große Unterschiede zwischen den Circles. Im Circle Anelih leben fast nur Anhänger von Ethnischen Religionen (96,09 % Anteil). In den drei Circles Arzoo (73,04 %), Etalin (63,58 %) und Anini (47,40 %) ist dieses Bekenntnis stärkste Religionsgemeinschaft. Im Circle Mipi dagegen sind 96,11 % der Bevölkerung Hindus. In den drei Circles Anini (42,50 %), Etalin (31,23 %) und Arzoo (22,89 %) sind die Hindus ebenfalls stark vertreten. Die genaue religiöse Zusammensetzung der Bevölkerung zeigt folgende Tabelle:
| Jahr                                   | Buddhisten | Buddhisten | Christen | Christen | Hindus | Hindus  | Jainas | Jainas | Muslime | Muslime | Sikhs | Sikhs  | Andere | Andere  | keine Angaben | keine Angaben | Gesamt | Gesamt   |
| Jahr                                   | Zahl       | %          | Zahl     | %        | Zahl   | %       | Zahl   | %      | Zahl    | %       | Zahl  | %      | Zahl   | %       | Zahl          | %             | Zahl   | %        |
| -------------------------------------- | ---------- | ---------- | -------- | -------- | ------ | ------- | ------ | ------ | ------- | ------- | ----- | ------ | ------ | ------- | ------------- | ------------- | ------ | -------- |
| 2011                                   | 126        | 1,57 %     | 223      | 2,79 %   | 3141   | 39,24 % | 2      | 0,02 % | 111     | 1,39 %  | 7     | 0,09 % | 4267   | 53,31 % | 127           | 1,59 %        | 8004   | 100,00 % |
| Quelle: Ergebnis der Volkszählung 2011 |            |            |          |          |        |         |        |        |         |         |       |        |        |         |               |               |        |          |

## Bildung
Trotz bedeutender Anstrengungen ist das Ziel der vollständigen Alphabetisierung noch weit entfernt. Während beinahe 9 von 10 Männern in den städtischen Gebieten lesen und schreiben können, liegt der Alphabetisierungsgrad der Frauen auf dem Land bei knapp über 50 %. Dies zeigt die folgende Tabelle:
| Alphabetisierung im Distrikt Dibang Valley |                   |                   |
| Einheit                                    | Volkszählung 2011 | Volkszählung 2011 |
| Einheit                                    | Anzahl            | Anteil            |
| GESAMT                                     | 4436              | 64,10 %           |
| Männer                                     | 2614              | 68,07 %           |
| Frauen                                     | 1822              | 59,16 %           |
| STADT GESAMT                               | 1744              | 84,05 %           |
| Stadt-Männer                               | 1027              | 89,23 %           |
| Stadt-Frauen                               | 717               | 77,60 %           |
| LAND GESAMT                                | 2692              | 55,56 %           |
| Land-Männer                                | 1587              | 59,02 %           |
| Land-Frauen                                | 1105              | 51,25 %           |
| Quelle: Ergebnis der Volkszählung 2011     |                   |                   |

## Verwaltung
Der heutige Distrikt ist in die sechs Circles (Kreise) Anelih, Anini, Arzoo, Dambeun, Etalin und Mipi unterteilt.